# Hawthorn South
Hawthorn South är en del av en befolkad plats i Australien. Den ligger i delstaten Victoria, nära delstatshuvudstaden Melbourne. Antalet invånare är 21 177.
Runt Hawthorn South är det mycket tätbefolkat, med 2 915 invånare per kvadratkilometer.. Närmaste större samhälle är Melbourne, nära Hawthorn South.
Runt Hawthorn South är det i huvudsak tätbebyggt. Genomsnittlig årsnederbörd är 1 244 millimeter. Den regnigaste månaden är juli, med i genomsnitt 140 mm nederbörd, och den torraste är januari, med 49 mm nederbörd.